# Jastrebnik
Jastrebnik este o localitate din comuna Šmartno pri Litiji, Slovenia, cu o populație de 32 de locuitori.